# Wesley Hardin
Wesley „Wes“ Hardin ist ein US-amerikanischer Rockabilly-Musiker.

## Leben
Unter dem Namen Wes Hardin machte Hardin im Sommer 1956 für Perfect Records seine ersten Aufnahmen, bestehend aus seinen Versionen der Rockabilly-Songs Honky Tonk Man (Original: Johnny Horton) und Cry! Cry! Cry! (Original: Johnny Cash). Bei dieser Session wurde er von Tommy Spurlins Southern Boys, einem anderen Perfect-Künstler, begleitet.
Hardins zweite Single kam Ende 1957 auf den Markt. Diesmal spielte er für ein Schwesterlabel Perfects, AFS Records, zusammen mit den Roxsters die beiden selbstgeschriebenen Titel Anyway / A Thing Called Love ein. Der Sound dieser beiden Songs war aufgrund der neuen Band weitaus härter. Billboard lobte Anyway („Artist uses a Jerry Lee Lewis approach in belting the rockabilly blues. Solid piano and country string backing enhance the good vocal effort. If exposed, this might do bi.“), hielt die B-Seite aber für fast ebenso gut („Delivery on this side is similar, but better material on flip makes it appear stronger.“), trotzdem kam die Platte nicht über regionale Erfolge hinaus, was vor allem an der schlechten Vermarktung lag.
Hardins Wirkungsbereich lag vor allem in West Palm Beach, Florida, wo er oft mit den Roxsters spielte, da er selbst keine eigene Band hatte. Zwei seiner Songs wurden 1979 wiederveröffentlicht; seitdem folgten auch von den anderen beiden Titeln weitere Veröffentlichungen.

## Diskografie
| Jahr | Titel                        | Label #          |
| ---- | ---------------------------- | ---------------- |
| 1956 | Honky Tonk Man / Cry Cry Cry | Perfect 45-C-110 |
| 1957 | Anyway / A Thing Called Love | ASF 45-302       |